# Коци (Катанија)
Коци је насеље у Италији у округу Катанија, региону Сицилија.
Према процени из 2011. у насељу је живело 10 становника. Насеље се налази на надморској висини од 49 м.